# Beurnevésin
Beurnevésin (antigament en alemany Brischwiler) és una comuna suisa del Cantó del Jura, situada al Districte de Porrentruy. Limita al nord-oest amb la comuna de Pfetterhouse (FRA-68), al sud-est amb Bonfol, al sud-oest amb Damphreux, a l'oest amb Lugnez, i al nord-oest amb Réchésy (FRA-90)